# Thomas D. Singleton
Thomas Day Singleton (*  bei Kingstree, Williamsburg County, South Carolina; † 25. November 1833 in Raleigh, North Carolina) war ein US-amerikanischer Politiker. Im Jahr 1833 vertrat er den Bundesstaat South Carolina im US-Repräsentantenhaus.

## Werdegang
Das Geburtsdatum von Thomas Singleton ist unbekannt. Er besuchte die öffentlichen Schulen seiner Heimat und begann dann eine politische Laufbahn. Zwischen 1826 und 1833 saß er als Abgeordneter im Repräsentantenhaus von South Carolina. Dort vertrat er die kurzlebige, von John C. Calhoun ins Leben gerufene Nullifier Party. Diese setzte sich für die Rechte der Einzelstaaten gegenüber der Bundesregierung ein. Außerdem vertrat diese Partei die Meinung, der Staat South Carolina könne Bundesgesetze auf seinem Gebiet außer Kraft setzen. Das führte dann zur Nullifikationskrise mit der von Präsident Andrew Jackson geführten Bundesregierung.
Bei den Kongresswahlen des Jahres 1832 wurde Singleton im dritten Wahlbezirk von South Carolina in das US-Repräsentantenhaus in Washington, D.C. gewählt. Dort trat er am 4. März 1833 die Nachfolge von Thomas R. Mitchell an. Singleton starb noch vor der ersten Sitzung des neuen Kongresses auf dem Weg nach Washington in Raleigh, der Hauptstadt von North Carolina. Er wurde auf dem Kongressfriedhof in Washington beigesetzt.